# 鄖縣龍
鄖縣龍（學名"Yunxiansaurus"）是種未敘述的蜥腳下目恐龍，目前的狀態為無資格名稱。鄖縣龍生存於白堊紀晚期的中國。模式種是湖北鄖縣龍（"Y. hubei"），化石是在2005年自河南省南陽市附近出土。

## 外部連結
- （法文）A brief description of "Yunxiansaurus" （页面存档备份，存于）
- （英文）Thescelosaurus! site （页面存档备份，存于）